# اچ‌ام‌اس پانچر (پی۲۹۱)
اچ‌ام‌اس پانچر (پی۲۹۱) (به انگلیسی: HMS Puncher (P291)) یک کشتی است که طول آن 20.8 m (68 ft 3 in) می‌باشد.